# Río Montan
Río Montan är ett vattendrag i Spanien.   Det ligger i provinsen Província de Castelló och regionen Valencia, i den östra delen av landet, 270 km öster om huvudstaden Madrid.